# Cirenaica

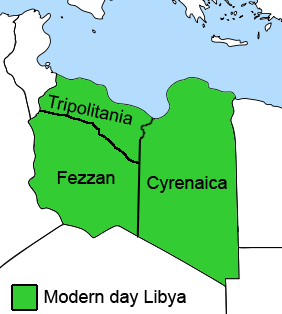
Províncies otomanes de la Líbia actual

La Cirenaica (grec antic: Κυρηναϊκή, Kyrēnaïké, àrab: برقة, romanitzat Barqah) és una regió oriental de Líbia entre les longituds E16 i E25 dins districte d'Al Kufrah, que comprèn les províncies de Bengasi, Darna i Al-Bayda. El seu nom deriva de la ciutat grega de Cirene.
La regió costanera, també coneguda com a Pentàpolis ('cinc ciutats') a l'antiguitat, formava part de la província romana de Cirene i Creta, dividida més tard en Libia Pentàpolis i Libia Siccaa. Durant el període islàmic, la zona va passar a ser anomenada Barqa, per la ciutat de Barca.
Cirenaica es va convertir en una colònia italiana el 1911. Després de la formació de Líbia el 1934, la província de Cirenaica va ser designada com una de les tres províncies principals del país. Durant la Segona Guerra Mundial va caure sota l'administració civil i militar britànica des de 1943 fins a 1951, i finalment al Regne de Líbia des de 1951 fins a 1963.
El 1959 s'hi va descobrir petroli, que ha esdevingut la seva principal riquesa econòmica (jaciments de Bir Zaltan i Wala entre d'altres). Les principals ciutats són Bengasi, Tubruq o Tobruk, Marsa, Al-Burayqa (terminal de l'oleoducte), Darna i Agedàbia.
La regió que abans era Cirenaica oficialment fins a 1963 ha format diverses shabiyat, les divisions administratives de Líbia, des de 1995. La Guerra Civil Líbia de 2011 va començar a Cirenaica, que va passar en gran part sota el control del Consell Nacional de Transició (amb seu a Bengasi) durant la major part de la guerra. El 2012, un organisme conegut com el Consell de Transició de Cirenaica va declarar unilateralment Cirenaica com a regió autònoma de Líbia.

## Història
Inicialment, Cirenaica fou el nom del territori que fou sotmès a Cirene en el temps del seu apogeu, i que anava des d'Arae Philaenortum de Tripolitana, al peu del gran Sirtes, on feia frontera amb Cartago (a l'oest) i amb Egipte (a l'est), tenint la costa al nord, i el desert (amb límits indeterminats, però que arribaven fins a l'oasi de Fezzan, antiga Fazània) al sud. El límit amb Egipte s'ha fixat a Quersonès Magne (Ras al-Tin) o bé a Catabathmus Major (Marsa Sollom o Akabet al-Kebira), on encara és l'actual frontera, segons si Marmàrica es considerava part de Cirenaica o no.

### Cirene grega
El país era poblat per tribus líbies (amazigues): els autors clàssics esmenten els ausquises a l'oest, els asbistes al sud i els giligammes a l'est. En temps d'Heròdot, aquests pobles ja havien estat expulsats cap a l'interior pels colons grecs. El primer establiment grec fou fet per Batos, procedent de l'illa de Thera, que després de fundar una colònia en una illeta de la costa oriental de Cirenaica (de nom Platea) va fundar Cirene (631 aC), més a l'interior, i va començar la dinastia dels Batiades, que va tenir vuit reis. Va fundar les colònies de Teuquira (grec: Teukheira), Hespèrides i la ciutat de Barca, que juntament amb la mateixa Cirene i el seu port Apol·lònia, va formar l'original Pentàpolis Líbia. La dominació persa sota Cambises II de Pèrsia (rei de Pèrsia del 530 aC al 522 aC), i la virtual independència de Barca va afeblir Cirene i, finalment, la monarquia fou enderrocada i es va proclamar la república a la meitat del segle v aC.

### Domini làgida
Quan Alexandre el Gran va envair Egipte, Cirene es va aliar amb Macedònia i, a la seva mort, va passar a ser una dependència d'Egipte, dominat per Ptolemeu Sòter el 321 aC.
Els ptolomeus o làgides van fundar noves ciutats o van canviar el nom d'altres i la regió va gaudir d'una certa prosperitat, i es va establir durant el seu regnat un nombre considerable de jueus. Hespèrides fou rebatejada Berenice; Teuquira va passar a dir-se Arsínoe; Barca fou eclipsada pel seu port, convertit en ciutat sota el nom de Ptolemaida, i Cirene també va començar a decaure en favor del seu port Apol·lònia. La regió va perdre el nom de Cirenaica i es va passar a dir Pentàpolis o Pentàpolis Líbia i les cinc ciutats en foren Cirene, Apol·lònia, Ptolemaida, Arsínoe i Berenice.
El darrer rei egipci, Apió, que era fill bastard de Ptolemeu Fiscó, va obtenir el Regne de Cirenaica el 117 aC a la mort del seu pare. Va deixar el regne a Roma pel seu testament, quan va morir l'any 95 aC.

### Província romana
Inicialment, els romans en van assolir l'administració i van garantir la llibertat de les ciutats a les quals van atribuir el control del regne, només cobrant un tribut o taxa; però, com que van esclatar lluites entre les cinc ciutats i com que Lucul·le va fer un intent de reconciliació (per ordre de Sul·la) que no va reeixir, es va decidir convertir-la en província romana (probablement el 75 aC). La província es va dir Cirenaica o Cirene i també Pentàpolis Cirenaica o Pentàpolis Líbia (tal com es deia en temps dels Ptolomeus), o regió Pentapolitana.
Després de la conquesta de Creta per Quint Metel Crètic el 67 aC, l'illa fou unida a la Cirenaica sota el nom de Creta-Cirene o Creta i Cirene, que fou província senatorial governada per un propretor amb títol de procònsol, que tenia un llegat i un o dos qüestors.
Sota Constantí el Gran, les dues províncies es van separar i es van crear les de Creta i de Líbia Superior, aquesta darrera sota el govern d'un praeses. Durant el domini romà, la línia divisòria provincial passava a l'oest de Quersonès Magne. El 115, els jueus de Cirenaica, com els de Xipre i d'altres, es van revoltar i van matar milers de grecs i romans, i només foren derrotats el 116 amb molta dificultat.
Els milers de víctimes (unes dues-centes mil) van enfonsar l'economia i van facilitar els atacs de les tribus "bàrbares" del sud, que van començar a fer incursions cada vegada més agosarades. A això, es van afegir plagues de llagosta i algun terratrèmol. Un grup de jueus refugiats van arribar a l'interior del delta del Níger cap al 150 dominant als nadius i fundant el regne de Ghana. Al començament del segle v, l'estat de la regió era pèssim segons ho descriu Sinesi, bisbe de Ptolomaida. El 616, el rei persa Khusraw va dominar la regió i va liquidar les restes de les colònies gregues de manera tan completa que, quan van arribar els àrabs (647 aC), gairebé tot era destruït.